# Only You (and You Alone)
«Only You (And You Alone)» (укр. «Лише ви (і ви єдина»)») (часто скорочується до «Only You») — популярна американська пісня 1950-х років, створена Баком Рамом (під псевдонімом Енді Ренда) у 1955 році. У пісні існує безліч кавер-версій, які багато разів з'являлися в національному хіт-параді США Billboard Hot 100, у тому числі на вершині чарту. Версії, випущені як сингли, вокального гурту The Platters (1955) стали міжнародними бестселерами.
| | \| Дослівний переклад на українську мову Лише ви можете зробити щоб все в цьому світі здавалося правильним, Лише ви можете темряву освітити, Тільки ви, і одна лише ви, можете змусити мене відчувати себе так, І наповнити моє серце коханням лише до вас. Лише ви можете зробити всі ці зміни в мені, І це правда - ви моя доля. Коли ви тримаєте мене за руку я розумію ту чарівність, що ви створюєте, Ви моя мрія, що збулася, моя єдина і неповторна ви. Лише ви можете зробити всі ці зміни в мені, І це правда - ви моя доля. Коли ви тримаєте мене за руку я розумію ту чарівність, що ви створюєте, Ви моя мрія, що збулася, моя єдина і неповторна ви! \| Літературний переклад Володимира Книра Лише ти світ робиш цей ясним, Лише ти ідеш до мене з ним, Лише ти, одна лиш ти в мені пробуджуєш життя, Несучи серцю ніжні почуття. Лише ти все змінюєш в мені. І без тебе я не можу, ні. Лиш моя рука — в твоїй, І я вже знаю, я — лиш твій, Ти бо мрія, лише ти, Єдина ти. Лише ти все змінюєш в мені. І без тебе я не можу, ні. Лиш моя рука — в твоїй, І я вже знаю, я — лиш твій, Ти бо мрія, лише ти, Єдина ти! \| Оригінальний текст (англ.) Only you can make all this world seem right, Only you can make the darkness bright, Only you, and you alone, can thrill me like you do, And fill my heart with love for only you. Only you can make all this change in me, For it's true - you are my destiny. When you hold my hand I understand the magic that you do, You're my dream come true, my one and only you. Only you can make all this change in me, For it's true - you are my destiny. When you hold my hand I understand the magic that you do, You're my dream come true, my one and only you! |
| Дослівний переклад на українську мову Лише ви можете зробити щоб все в цьому світі здавалося правильним, Лише ви можете темряву освітити, Тільки ви, і одна лише ви, можете змусити мене відчувати себе так, І наповнити моє серце коханням лише до вас. Лише ви можете зробити всі ці зміни в мені, І це правда - ви моя доля. Коли ви тримаєте мене за руку я розумію ту чарівність, що ви створюєте, Ви моя мрія, що збулася, моя єдина і неповторна ви. Лише ви можете зробити всі ці зміни в мені, І це правда - ви моя доля. Коли ви тримаєте мене за руку я розумію ту чарівність, що ви створюєте, Ви моя мрія, що збулася, моя єдина і неповторна ви! | Літературний переклад Володимира Книра Лише ти світ робиш цей ясним, Лише ти ідеш до мене з ним, Лише ти, одна лиш ти в мені пробуджуєш життя, Несучи серцю ніжні почуття. Лише ти все змінюєш в мені. І без тебе я не можу, ні. Лиш моя рука — в твоїй, І я вже знаю, я — лиш твій, Ти бо мрія, лише ти, Єдина ти. Лише ти все змінюєш в мені. І без тебе я не можу, ні. Лиш моя рука — в твоїй, І я вже знаю, я — лиш твій, Ти бо мрія, лише ти, Єдина ти! |

## Цікаві факти
Виконання пісні часто помилково приписують Елвісу Преслі, через схожість вокальної манери виконання, однак у Преслі не існує жодного запису з даною композицією.
Пісня неодноразово згадувалась та виконувалась в серіалі «Моя прекрасна нянька».